# Штрудла од јабука
Штрудла са јабукама (њем. Apfelstrudel; чеш. štrúdl) је традиционална бечка штрудла, популарно пециво у Аустрији, Баварској, Чешкој, Сјеверној Италији и у многим другим европским земљама које су некада припадале Аустроугарској (1867–1918).

## Име
„Штрудла“ је њемачка ријеч, потиче од средњевисокоњемачке ријечи за „ вир“ или „вртлог“.
Варијанта штрудле од јабука на италијанском се назива Strudel di mele, на пољском strudel jabłkowy, на румунском Ștrudel de mere, на словеначком jabolčni zavitek, савијача са јабукама у Хрватској, Almásrétes на мађарском и Apfelstrudel на њемачком.

## Историја
Најстарији познати рецепт за штрудле је из 1697. године, руком писани рецепт смјештен у библиотеци у Бечкој градској кући.
Штрудле, као врста слатког или сланог вишеслојног пецива са пуњењем, стекле су популарност у 18. вијеку кроз Хабзбуршко царство (1278–1780). Аустријска кухиња је формирана и под утицајем кухиња многих различитих народа током много вијекова ширења аустријског Хабзбуршког царства. Штрудла је повезана са сластичарском баклавом Османског царства, која је у Аустрију дошла из турске кухиње преко мађарске кухиње.
Штрудла је најчешће повезана са аустријском кухињом, али је и традиционално пециво на цијелом подручју које је некада припадало Аустроугарском царству. У овим земљама, штрудла од јабука је најпознатија врста штрудле. Штрудла са јабукама сматра се да је национално јело Аустрије, заједно са Бечком шницлом и Тафелшпицом.

## Пециво
Штрудла од јабуке састоји се од дугуљастог тијеста са пуњењем од јабука. Пуњење се прави од нарибаних куваних јабука (обично киселих, оштрих и ароматичних сорти), шећера, цимета, и хљебних мрвица .
Штрудла се прави од бесквасног тијеста. Основно тијесто састоји се од брашна, уља (или путера ) и соли, иако постоје многе варијације.
Тијесто за штрудле од јабука је танко, еластично, састоји се од многих танких слојева и познато је као „Blätterteig“, чија је традиционална припрема тежак процес. Тијесто се мијеси ударањем, често од плочу стола. Тијесто које се послије ударања учини густим или грудвастим, обично се баца и започиње нова серија. Послије гњечења, тесто се одмара, затим разваља на широкој површини, и развлачи док се не постигне дебљина слична филосу. Кувари кажу да би један слој требало да буде толико танак да се кроз њега могу читати новине. Тијесто се такође пажљиво развлачи да би било довољно велико да покрије сто за гњечење.
Пуњење се распоређује у линију на сразмјерно малом одјељку тијеста, након чега се тијесто преклопи преко надјева, а преостало тијесто се омота около док се све не искористи. Штрудла се затим пече у рерни и служи топла. Штрудла од јабука се традиционално служи у кришкама, посута шећером у праху.
У традиционалној бечкој штрудли, надјев се рашири на 3/4 тијеста, а затим се штрудла ваља, уваљујући надјев у тијесто и врти све док се не добије вртлог када се штрудла пресијече. Ово је вјероватно разлог зашто назив потиче од ријечи која значи вртлог.

## Сервирање
Преливи од сладоледа од ваниле, шлага, креме или соса од ваниле популарни су у многим земљама. Штрудла од јабука се може послуживати са чајем, кафом, или чак шампањцeм, а једна је од најчешћих посластица у бечким кафићима.